# 河栄帝
河 栄帝（ハ・ヨンジェ、朝鮮語: 하영제、1954年2月25日 - ）は、大韓民国の官僚、政治家。第21代国会議員。居昌郡守、南海郡守、山林庁長、農林水産食品部第2次官などを歴任した。

## 経歴
1954年2月25日に慶尚南道南海郡で生まれた。慶南高等学校、ソウル大学校を卒業し、1979年に第23回行政考試に合格した。その後、官選居昌郡守、内務部以北五道委員会事務局長、大統領経済首席秘書官室水産食品秘書官、行政自治部交付税課長、晋州市副市長などを歴任した。2002年に政界に転じ、南海郡守選挙にハンナラ党から立候補し、当選。2006年にも再選を果たしたが、2008年の総選挙出馬を目指し、郡守を辞任したが、任期途中の辞職に世論が反発しハンナラ党の公認から脱落した。
2008年3月に山林庁長に任命された。2009年1月には農林水産食品部第2次官に転じ、8月25日には日本・大阪市で「関西韓国食文化協会」朝鮮料理世界化協約式に参加した。2010年8月に退任。11月4日には農水産物流通公社社長に任命された。2012年11月には慶尚南道知事補欠選挙のセヌリ党予備選に出たが、投票前に辞退した。
2020年3月に未来統合党の第21代総選挙慶尚南道泗川市・南海郡・河東郡予備選に勝利し、本選でも勝利した。
2023年2月9日、選挙日から30日以内に中央党舎と道党舎以外で集会を開くことができないという公職選挙法の規定を破り、地域事務所3か所で党員集会を開いた疑いで起訴された後、裁判所により80万ウォンの罰金刑を宣告されたが、議員職を一応維持することとなった。その後、2023年5月23日、国会議員選挙の選挙費用と地域事務所運営経費の名目で慶尚南道の地方自治体首長と慶尚南道議会議員から合計1億6750万ウォンを受け取った事案が発覚したため、政治資金法違反などの容疑で在宅起訴された。同年3月には昌原地検が拘束令状を請求し、国会でも逮捕動議案が通ったが、裁判所は拘束令状を棄却した。2023年5月24日、所属政党である国民の力に政治的負担を負わせないため、河は自主離党した。

### 学歴
- ソウル大学校農科大学学士
- ソウル大学校大学院行政学修士
- シラキュース大学大学院行政学修士
- 東国大学校大学院行政学博士[13]